# 1941 no Brasil
Esta é uma cronologia dos fatos acontecimentos de ano 1941 no Brasil.

## Incumbentes
- Presidente do Brasil - Getúlio Vargas (3 de novembro de 1930 - 29 de outubro de 1945)

## Eventos
- 20 de janeiro: É criado o Ministério da Aeronáutica por uma fusão das forças aéreas do Exército e da Marinha do Brasil.[1][2][3]
- 22 de março: O navio brasileiro Taubaté é atacado por um avião de guerra alemão no mar Mediterrâneo.[4]
- 1 de maio: No Dia do Trabalho, o presidente Getúlio Vargas assina o decreto-lei, que instala a Justiça do Trabalho no Rio de Janeiro.[5][6]
- 3 de outubro: O Código de Processo Penal Brasileiro é instituído pelo Decreto-Lei n° 3.689.
- 17 de agosto a 8 de setembro: Walt Disney visita o Brasil.[7]

## Nascimentos
- 11 de janeiro: Gérson de Oliveira Nunes, ex-futebolista.
- 17 de janeiro: Jorge Mautner, músico.
- 7 de abril: Mussum, humorista e ator, integrante do grupo Os Trapalhões (m. 1994).
- 19 de abril: Roberto Carlos, cantor e compositor brasileiro, conhecido como "O Rei da música brasileira".
- 12 de maio: Sérgio Chapelin, jornalista, repórter, locutor e apresentador.
- 1 de julho: Robertinho Silva, músico.